# Northeast Itasca, Minnesota
Xã Northeast Itasca (tiếng Anh: Northeast Itasca Township) là một xã thuộc quận Itasca, tiểu bang Minnesota, Hoa Kỳ. Năm 2010, dân số của xã này là 1.179 người.